# 石井潭香

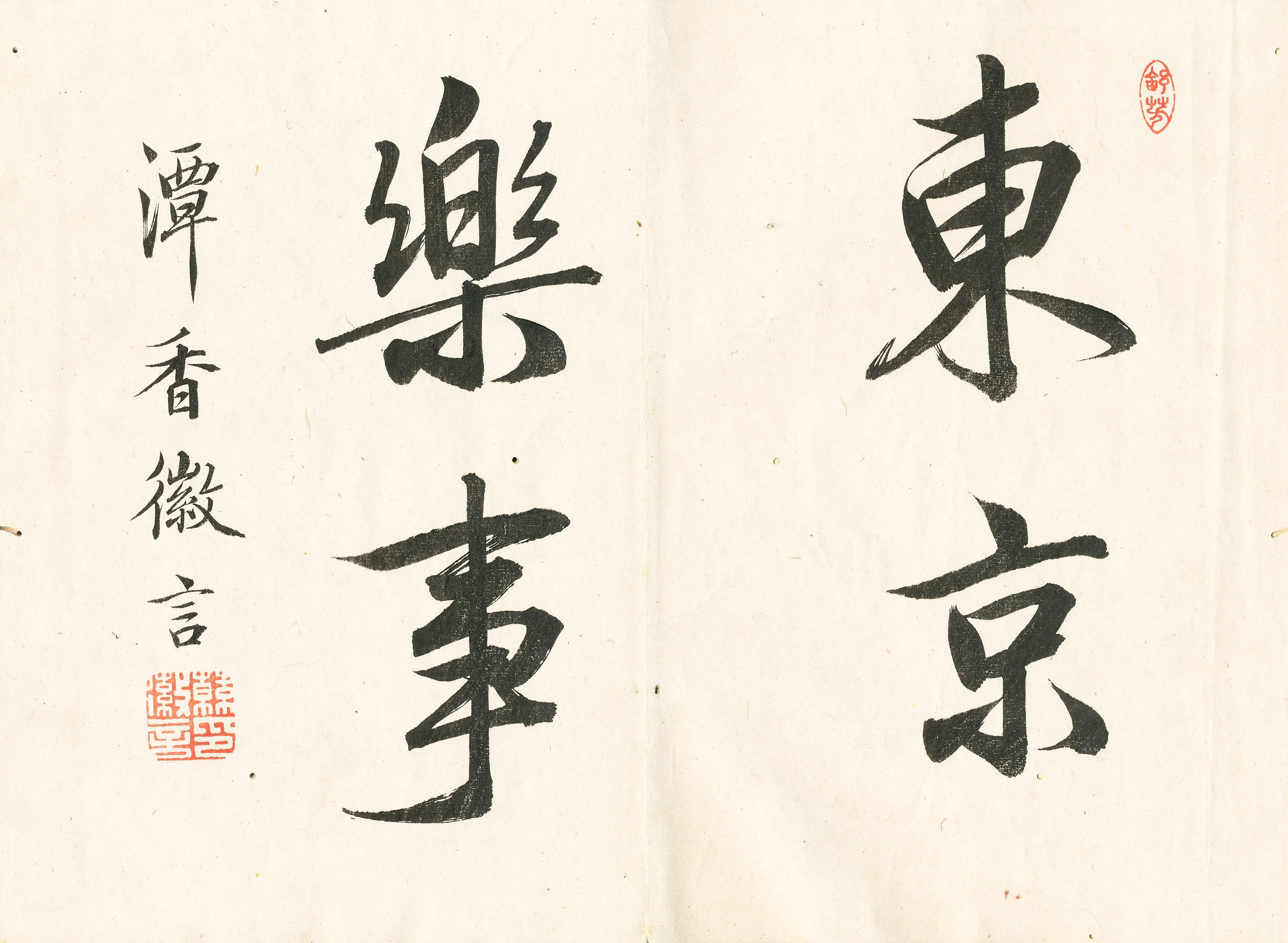
大沼枕山『東京詩』

石井 潭香（いしい たんこう）は江戸時代後期の書家。江戸出身。市河米庵・江芸閣に書法を学び、松前藩に仕えた。

## 生涯

### 江戸時代
文化3年（1806年）江戸に幕府役人石井善蔵の子として生まれた。文化4年（1807年）父が幕府の蝦夷地直轄化に伴い同地赴任を命じられ、両親と共に松前に移った。幼くして母、成人後に父を喪い、継母と同居した。
文政4年（1821年）12月蝦夷地が松前藩に返還され、江戸に戻った。間もなく市河米庵に入門したが、国内の停滞する書法に飽き足らず、継母を尾藤水竹に預け、長崎に出て清人江芸閣に直接中国の書法を学び、1年余りで帰郷した。
天保4年（1833年）天保の大飢饉により生活が困窮すると、人の勧めに従い、稲作が行われず飢饉の影響が少なかった松前藩に出仕し、世子松前良広に近侍して起居動作を教えた。良広の死去後士班に列したが、給料は少なく、市人に借金を返済できずに訴えられ、藩に建て替えてもらったこともあったという。江戸と松前を頻繁に往復し、天保14年（1843年）の藩士名簿では先手組席に属している。江戸に帰ってからは書塾を開き、江戸詰津山藩士の多くが入門したという。
松浦武四郎と交流があり、その記録によれば、弘化3年（1846年）1月1日、江戸尾藤水竹宅で嶺田楓江・潭香・門田樸斎・五弓雪窓・関藤藤陰・添川廉斎・牧田只介・中山忠三・葉山静雄が第2次探検の送別会を開き、2日楓江と潭香は武四郎を千住大橋まで見送った。その直後、潭香も石狩赴任が決まり、4月10日江差で再会し、宿で一晩語り明かした。

### 明治時代

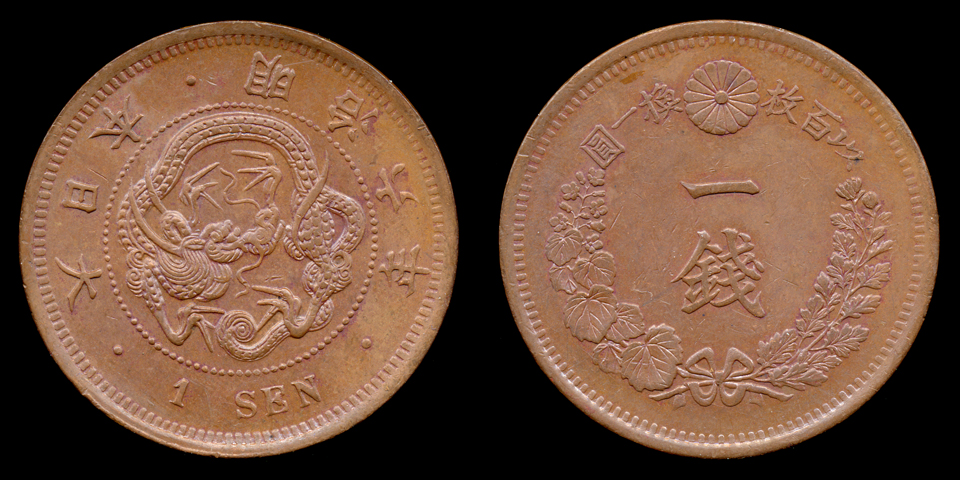
明治6年1銭銅貨

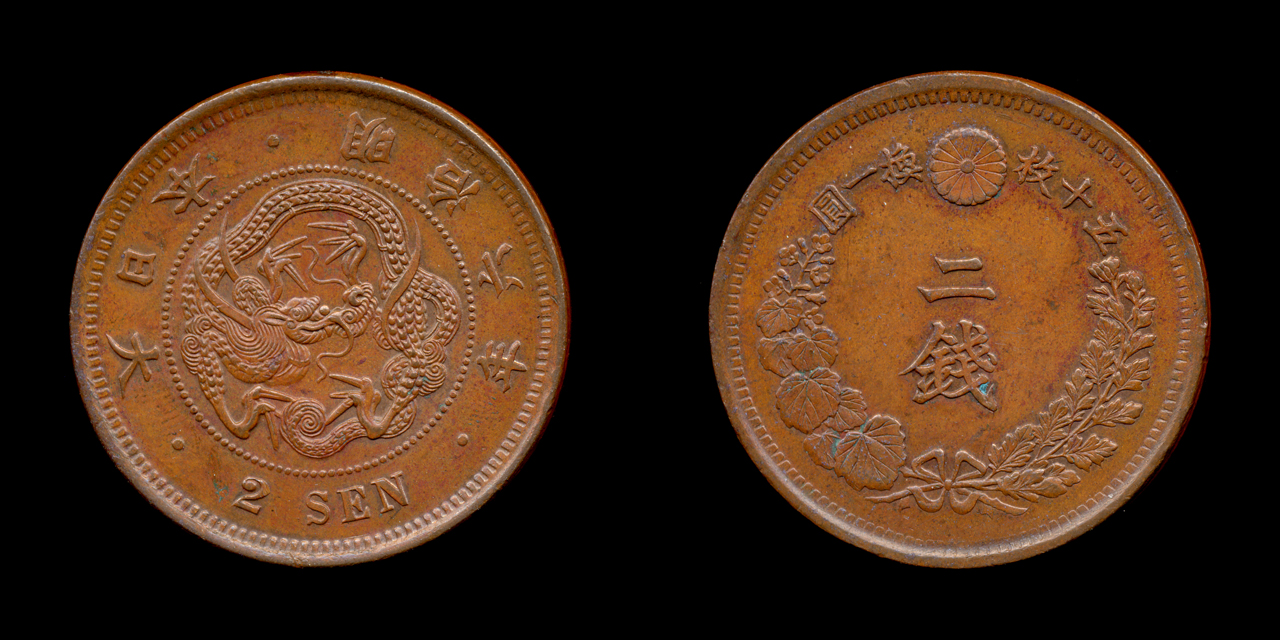
明治6年2銭銅貨

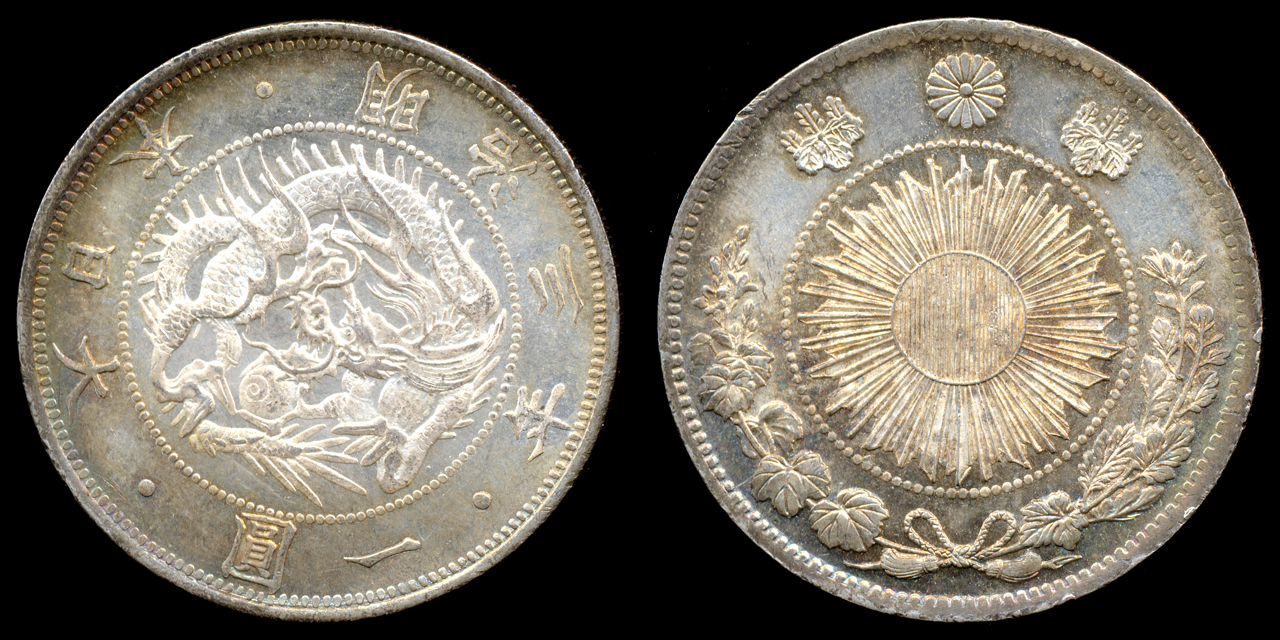
明治3年1円銀貨

明治2年（1869年）官制改定の頃、徴命により東京で太政官大録となった。1銭銅貨・2銭銅貨・1円銀貨等の文字を手がけ、死後加納夏雄の雛形で発行された。
明治3年（1870年）5月6日、65歳で死去し、上野高巌寺に葬られた。現在墓は中野区上高田萬昌院功運寺にある。

## 手本
- 『宋人絶句帖』[15]
- 『李青蓮蜀道文』[16]
- 『孫真人勧世文』[17]
- 『池上篇』[18]
- 『文昌帝君戒淫文』[19]
- 『帰去来辞』[20]
- 『真書千字文』[21]
- 『唐六如帖』[22]
- 『行書黄山谷題跋』[23]
- 『真書勧世文』[24]
- 『行書池上篇』[25]
- 『行書東坡題跋』[26]
- 『洛霊帖（中国語版）』[27]
- 『愛蓮説（中国語版）』[28]
- 『版宇帖』[29]
- 『黄山谷題跋』[30]
- 『文賦』[31]
- 『桃李園序』[32]
- 『皇帝帖』[33]
- 『草書愛蓮説』[34]
- 『草書千字文』 - 生前刊[35]。
- 『楷書飲中八仙歌』 - 中根香亭後序[35]
- 『楷書帰去来辞』 - 明治13年（1880年）刊[35]。
- 『楷書秋興八首』 - 明治14年（1881年）刊。板垣経信跋[35]。
- 『楷書前出師表』 - 松浦武四郎跋[35]。
- 『楷書古詩帖』[35]

## 碑文
松前故医官桜井君小膳墓表銘
松前藩医桜井小膳の墓碑。天保12年（1841年）冬建立。朝川善庵撰文。松前町字唐津専念寺にある。欧風が色濃い。
雪山平沼先生碑銘
松前藩儒平沼雪山の墓碑。弘化2年（1845年）1月建立。尾藤水竹題額、山田三川銘、渡辺篤親序。松前町字松城光善寺にある。褚法・顔風の融合を見せる。
珺琚先生之碑
和算家久保寺正久（珺琚）の墓碑。文久3年（1863年）建立。戸川安清篆額、杉竹外撰文。江東区亀戸三丁目亀戸天神社にある。

## 門人
- 板垣経信[40]
- 尾山徹三[41]
- 柴田九十九[41]
- 坂本篤[42]
- 小山雲潭[11]
- 斎藤芳洲[42]
- 難波香城[11]
- 上原看雲[8]
- 稲川雲谿[43]
- 神津煙渚[3]
- 牧野数江

## 人物
朝は家族より先に起床し、自ら掃除・炊事・風呂の支度を行った。筆を持つ前には手を洗い、口を漱ぎ、香を焚いた。運筆に影響があるとして、歩く時には右手を懐に仕舞い、傘も左手で持った。文具も他人の手に触れる度にこれを拭った。酒豪だった。
揮毫の依頼が絶えず、仕事は溜まりがちだったが、依頼者が自分の依頼を優先してもらえるよう地位や理屈を持ち出すと、叱責して仕事を断った。
門人柴田九十九の話によれば、潭香は神田明神の大幟を揮毫した際、「神」字の「申」の懸針が長くアンバランスだとして、点を3つ書き加えた。これを見る人々は皆3点があるのを不思議に思ったが、後に朝鮮通信使が来訪した時、この幟を見て「神」字を絶賛したため、人々は初めて潭香の非凡さを知ったという。
友人五弓久文（雪窓）の随筆によれば、香潭は幕末の三筆について市河米庵を「俗書」、巻菱湖を「書中の郷愿」と批難し、貫名海屋を最も評価した。

## 親族
- 父：石井善蔵 – 上野菊地氏出身。幕府下級役人石井氏を継いだ。蝦夷地山越内関所に勤務し、砂金事業にも関わった[2]。
- 母：久美 – 海保氏[2]。文化8年（1811年）8月13日山越で死去し、阿弥陀堂墓地に葬られ、円融寺に移葬された[45]。
- 継母 – 松前某氏[1]。
- 子：石井輪太郎堅芚 – 松前藩に仕え、明治2年（1869年）父に従い上京した[12]。